# 弗朗索瓦·德·拉·罗克
弗朗索瓦·德·拉·罗克（法語：François de La Rocque，1885年10月6日—1946年4月28日），法国右翼政治家，生于布列塔尼洛里昂，毕业于圣西尔军校，1930年至1936年为火十字团领导人，后建立民族主义政党法蘭西社會黨。